# Gelu Radu
Gelu Radu (n. 3 noiembrie 1957, Adjud, Vrancea, România) este un halterofil român, laureat cu argint la Los Angeles 1984. 